# 데니스 홍
데니스 홍(영어: Dennis Hong, 1971년 1월 24일 ~ )은 한국계 미국인 로봇공학자이며, 한국식 이름은 홍원서이다. 2016년 현재 캘리포니아 대학교 로스앤젤레스 기계공학과 교수로 재임하고 있으며, 로봇 연구소 로멜라에서 소장으로 재직하고 있다.

## 생애
파퓰러사이언스(popular science)가 선정한 젊은 천재 과학자 10인. 세계 최초로 시각장애인이 직접 운전하는 자동차를 개발했다. 현재 미국 UCLA 기계항공공학과 교수이자, 로봇공학자로 활약하고 있다. 한국항공우주학의 태두인 홍용식 박사의 둘째 아들로 미국에서 세 살 때 한국으로 돌아와 고려대 3학년에 재학 중 미국으로 유학 갔다. 퍼듀대학교에서 학위를 받고 버지니아텍에서 로봇 연구소 ’로멜라(RoMeLa)’를 설립, 자연의 원리와 다양한 학문을 융합한 로봇을 개발하고 있다.
무인 자동차를 시각장애인이 운전할 수 있는 자동차로 개량, "워싱턴포스트"를 비롯해 미국 CBS, NBC, 영국 BBC, 일본 NHK 방송에 크게 소개됐다. "워싱턴포스트"는 이를 ‘달 착륙에 버금가는 성과’라고 보도했다. 이를 비롯한 여러 가지 성과로 미국립과학재단(NSF)의 ‘젊은 과학자상’, ‘GM 젊은 연구자상’‘미국자동차공학회(SAE) 교육상’ 등을 수상했다. 2011년 TED 강연에서 ‘시각장애인을 위한 자동차’를 주제로 인간을 위한 기술 개발과 그 바탕인 창조력에 대해 이야기해 전 세계인들의 가슴을 울렸다. 미국 최초 휴머노이드 ‘찰리’와 전 세계에 교육·연구용으로 모든 소스를 공개한 ‘다윈-OP’ 등을 개발했다.
생명을 구하는 화재 진압용, 재난 구조용 휴머노이드 로봇을 개발하며 로봇과 인간의 아름다운 공존과 따뜻한 기술을 고민하는 공학자로, 어린 시절부터 지속된 꿈을 실현해가고 있다.

## 경력
- 교수 UCLA 기계 항공 공학과, 2014년 봄부터
- RoMeLa 소장 : 로봇 및 메커니즘 연구소
- 교수 버지니아 공대 기계 공학과, 2009년 가을부터 2013년 가을
- 조교수 버지니아 공대 기계 공학과, 2003년 가을 ~ 2009년
- 방문 조교, 퍼듀 대학 기계 공학부, 2002년 가을 ~ 2003년 봄

## 수상 경력
- 2007년 미국 NSF (National Science Foundation) 젊은 과학자상 (NSF CAREER Award)
- 2007년 다르파 어반 챌린지 (DARPA Urban Challenge) 무인 자동차 대회 3등 ($940,000)
- 2009년 미국자동차공학회 교육상 (SAE Ralph R. Teetor Educational Award)
- 2009년 제 8회 과학을 뒤흔드는 젊은 천재 10인 선정 (Brilliant 10, Popular Science)
- 2009년 Forward under 40, Wisconsin Alumni Association
- 2010년 Forty under 40, Purdue Alumni Association
- 2011년 TED 2011 강연자, Long Beach, CA
- 2011년 타임 지 최고 발명품상 (50 Best Inventions of the Year, Time magazine, 2011)
- 2011년 로보컵 “Louis Vuitton Cup” Best Humanoid Award
- 2011년, 2012년, 2013년, 2014년, 2015년 로보컵 우승
- 2012년, 2014년 동아일보 선정 10년 뒤 한국을 빛낼 100인 선정
- 2012년 펩시 세계 최고의 두뇌 6인 선정 (World’s Brightest Minds, including Ferran Adrià, Mikel Urmeneta, Angela Posada-Swafford, Nancy Segal, Jack Horner)
- 2014년 다르파 재난구조 로봇 대회 결승팀 (Team THOR)
- 2014년 Alumni Award, Korean Wisconsin Alumni Association
- 2015년 Gilbreth Lectureship, NAE (National Academy of Engineering)
- 2015년 제5회 협성사회공헌상